# Someone like Me
"Someone like Me" é uma canção do girl group britânico Atomic Kitten. A balada pop com apoio de piano foi lançada em 29 de março de 2004 como o terceiro e último single de seu terceiro álbum de estúdio, Ladies Night (2003). Com o grupo anunciando sua separação antes do lançamento da música, ela foi originalmente planejada para ser lançada como single final, embora mais tarde tenha lançado mais três singles em 2005 e dois singles de caridade em 2006 e 2008. O grupo reformou oficialmente em setembro de 2012 sem Jenny Frost, que foi substituída pela membro original Kerry Katona.

## Performance comercial
A canção atingiu o pico no UK Singles Chart de número oito, em seguida, passando a vender 50 mil cópias no Reino Unido sozinho, tornando-se um sucesso moderado. O single também foi um top 20 na Irlanda, indo diretamente para o número 18. O single também foi razoavelmente bem na Bélgica, onde entrou no número 8, tornando-o no top 10. O single também traçou na Holanda e Suíça, mas não fez um top 40 em qualquer um, que é pensado para ser devido à baixa promoção.

## Videoclipe
O vídeo da música "Someone like Me" apresenta as três cantoras da banda, vestidas de branco em uma sala que é branca. Enquanto Liz toca piano para começar o vídeo, as outras duas meninas são vistas deitadas em um sofá, e então uma exibição é mostrada das meninas de fora da sala, por uma abertura da porta. O vídeo foi destinado a ser simples e básico, parecido com o clipe de "Whole Again".